# Axel Zeebroek
Axel Zeebroek (ur. 25 lipca 1978 w Dinant) – belgijski triathlonista. Ma 183 cm wzrostu i waży 73 kg. Brał udział w 29. Letnich Igrzyskach Olimpijskich. W klasyfikacji końcowej był 13. na 55 startujących zawodników.